# The Judgment Day
The Judgment Day é uma equipe vilã de luta livre profissional que atua na WWE em sua marca Raw, atualmente composta por Finn Bálor, Dominik Mysterio, JD McDonagh, Liv Morgan, Raquel Rodriguez e Roxanne Perez. O grupo foi fundado em 2022 por seu líder anterior Edge, que supervisionou seu truque sobrenatural mais sombrio. Depois que Edge foi expulso após a adição de Bálor ao grupo, The Judgment Day gradualmente perdeu seus elementos sobrenaturais e desde então tem sido retratado como uma gangue zombeteira de valentões gótica.

## Historia

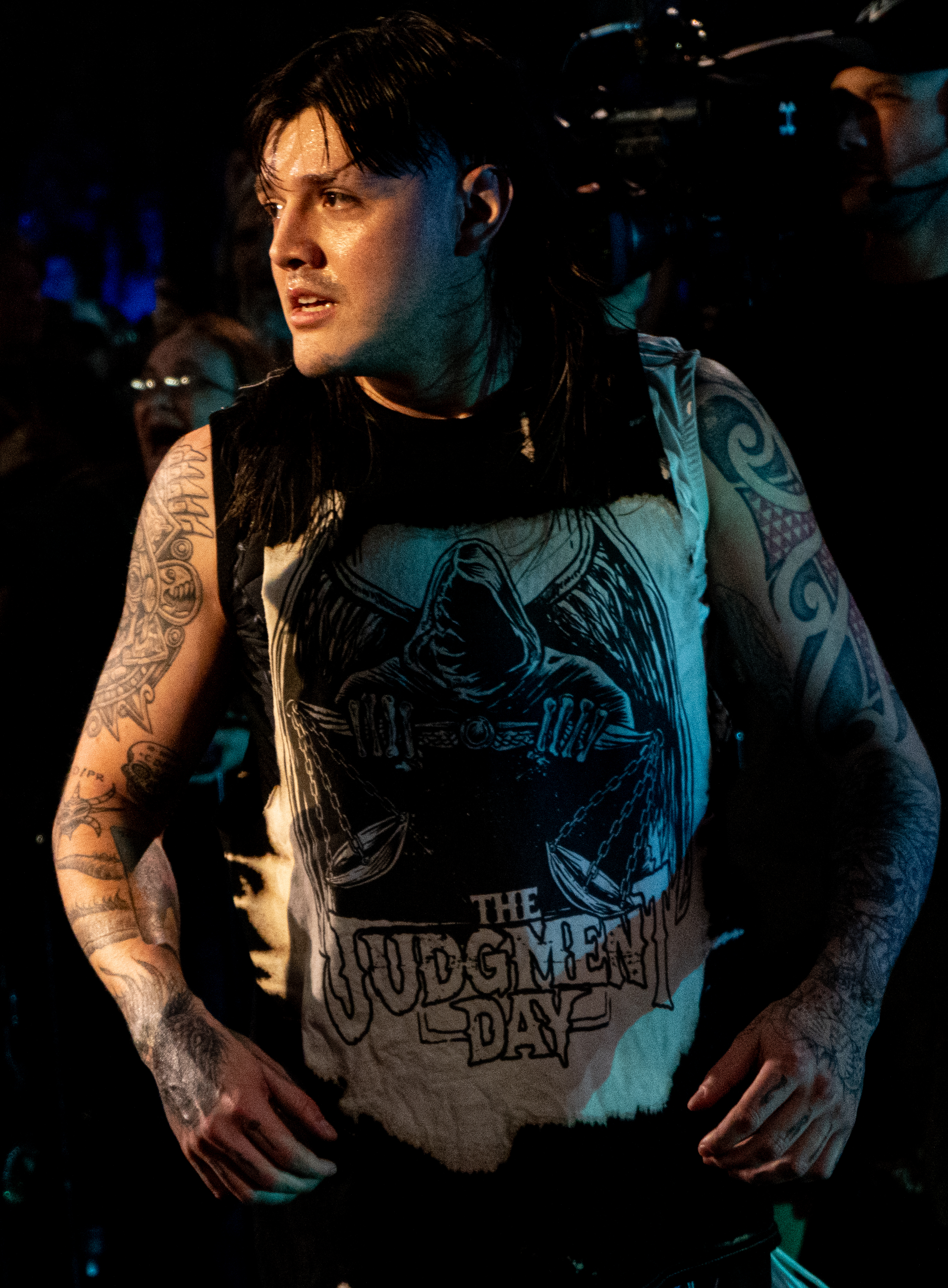
Dominik Mysterio em 2024.

O nome "Judgment Day" foi usado anteriormente pela WWE para uma série de eventos PPV entre 1998 e 2009. Primeiro como parte do In Your House então se tornou seu próprio evento de 2000 após o cancelamento da antiga Over the Edge após a morte de Owen Hart em 1999.
No episódio de 21 de fevereiro de 2022 de Raw, Edge refletiu sobre todos os momentos WrestleMania de sua carreira e então emitiu um desafio aberto para WrestleMania 38. Na semana seguinte, seu desafio foi aceito por AJ Styles, ao qual Edge respondeu realizando um golpe baixo em Styles antes de acertá-lo com um one-man con- chair-to, girando heel pela primeira vez desde 2010. No evento de 3 de abril, Edge derrotou Styles após uma distração de Damian Priest.
Após a WrestleMania, Edge aceitou Priest como seu aluno e o nome da equipe foi revelado como The Judgment Day. No episódio de 18 de abril do Raw , Edge desafiou Styles para uma revanche no WrestleMania Backlash, que Styles aceitou. No evento de 8 de maio, Edge derrotou Styles depois que um indivíduo mascarado, mais tarde revelado ser Rhea Ripley, empurrou Styles para fora do esticador. Após a luta, Ripley se ajoelhou diante de Edge, tornando-se o mais novo membro do gurpo. No Hell in a Cell em 5 de junho, The Judgment Day derrotou Styles, Finn Bálor e Liv Morgan em uma Luta de duplas six-person mixed. Na noite seguinte no Raw, Edge apresentou Bálor como o mais novo membro do Judgment Day; no entanto, Bálor, Priest e Ripley de repente atacaram Edge e o atingiram com seu próprio movimento con-chair-to, chutando-o para fora do gurpo.
O Judgment Day então começou uma rivalidade com the Mysterios (Rey e Dominik) em uma tentativa de recrutar Dominik para suas fileiras. No SummerSlam em 30 de julho, Bálor e Priest foram derrotados pelos Mysterios após a interferência de um retorno de Edge. No Clash at the Castle, Edge e Rey derrotariam Bálor e Priest em uma luta de duplas. Após a luta, Dominik atacou Edge e seu próprio pai, virando heel. Dominik se juntou oficialmente ao estábulo no episódio seguinte de Raw, ajudando o grupo a atacar Edge e Rey. Na semana seguinte, Dominik perdeu para Edge por desqualificação após Bálor, Priest e Ripley o atacarem. Após a luta, eles atacaram a perna de Edge com uma cadeira de aço, encerrando o ataque colocando a cadeira na perna de Edge e Bálor realizando um Coup de Grace na cadeira.
No episódio de 26 de setembro de Raw, Edge voltou e desafiou Bálor para uma "I Quit" match no Extreme Rules e Bálor aceitou. No evento do dia 8 de outubro, Bálor derrotou Edge. Após a luta, Ripley atacou a esposa de Edge, Beth Phoenix (que interferiu na luta em nome de Edge) com um con-chair-to. Pouco depois, The Judgment Day retomou sua rivalidade com Styles, que trouxe de volta o retorno da dupla Good Brothers (Luke Gallows e Karl Anderson), reformando assim  The O.C. grupo, depois que Styles rejeitou uma oferta de Balor, que era um dos líderes do Bullet Club para se juntar. Isso levou a uma partida entre os dois estábulos em Crown Jewel. No evento de 5 de novembro, The Judgment Day derrotou The O.C. após a interferência de Ripley. No episódio seguinte de Raw, The O.C. apresentou o retorno de Mia Yim como sua solução para combater Ripley. No episódio de 14 de novembro do Raw, Bálor não conseguiu vencer o United States Championship de Seth Rollins depois que The O.C. interferiu. No Survivor Series WarGames em 26 de novembro, Bálor foi derrotado por Styles enquanto o time de Ripley foi derrotado pelo time de Yim em uma Luta WarGames. No episódio seguinte de Raw, The Judgment Day derrotou The O.C. em uma luta de duplas mistas de oito pessoas para encerrar sua rivalidade.
No episódio de 9 de janeiro de 2023 do Raw , Bálor, Priest e Dominik venceram uma tag team turmoil match contra Gallows e Anderson, Cedric Alexander e Shelton Benjamin, Alpha Academy e The Street Profits por uma oportunidade de Campeonato de Duplas do Raw contra The Usos no Raw Is XXX em 23 de janeiro. Dominik e Priest não conseguiram ganhar os títulos depois que Sami Zayn substituiu um ferido (kayfabe) Jimmy Uso. No Royal Rumble em 28 de janeiro, Dominik, Bálor e Priest participaram do masculino Royal Rumble match. Bálor e Priest foram eliminados por Edge, enquanto Dominik foi eliminado pelo eventual vencedor, Cody Rhodes. Ripley também apareceu ao lado do ringue para ajudar Bálor, Priest e Dominik em seu ataque a Edge, apenas para ser atingido pela esposa de Edge, Beth Phoenix. Mais tarde naquela noite, Ripley venceu a luta Royal Rumble feminina ao eliminar por último Liv Morgan. Com esta vitória, Ripley se tornou o quarto lutador (depois de Shawn Michaels em 1995, Chris Benoit em 2004 e Edge em 2021) e a primeira mulher a vencer o Royal Rumble como a primeira participante. No episódio seguinte de Raw, Ripley declarou que desafiará Charlotte Flair, que já havia vencido o 2020 Women's Royal Rumble e posteriormente desafiou e derrotou Ripley pelo Campeonato Feminino do NXT na WrestleMania 36, pelo Campeonato Feminino do SmackDown da WWE no WrestleMania 39. Na semana seguinte, Edge e Phoenix desafiaram Bálor e Ripley para uma Luta mixed tag team no Elimination Chamber. Mais tarde naquela noite, Priest derrotou Angelo Dawkins em uma Elimination Chamber partida de qualificação. No evento de 18 de fevereiro, Bálor e Ripley foram derrotados por Edge e Phoenix apesar da interferência de Dominik, enquanto Priest não conseguiu vencer o Campeonato dos Estados Unidos dentro da estrutura homônima. No episódio seguinte de Raw, Bálor custou a Edge sua luta pelo campeonato dos Estados Unidos contra Austin Theory. No episódio de 14 de março do Raw, Edge aceitou o desafio de Bálor para uma luta na WrestleMania 39, que foi estipulada como uma luta Hell in a Cell.

## Recepção
O grupo é elogiado tanto nos bastidores quanto pelos fãs, principalmente Dominik Mysterio e sua virada de calcanhar.
De acordo com Malakai Black, um lutador da AEW que já competiu na WWE como Aleister Black, ele comparou The Judgment Day a House of Black, um estábulo do qual ele é membro em seu stream do Twitch dizendo "Eu estava bem ciente de que A WWE iria basicamente imitar a House of Black. Sabe, o que posso fazer? É o que é. Isso apenas me diz que o que estamos fazendo é claramente algo muito interessante e está indo muito bem".

## Membros

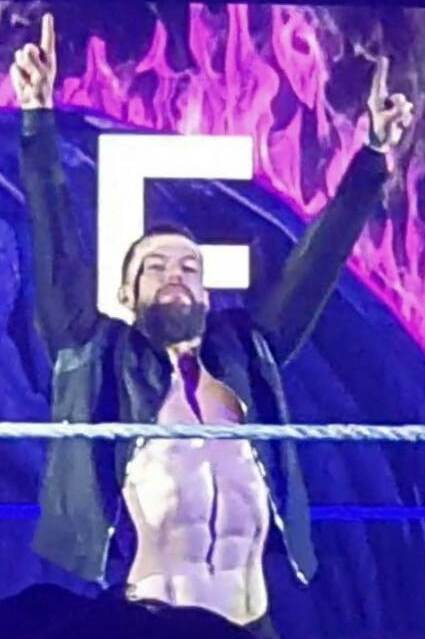
Finn Bálor
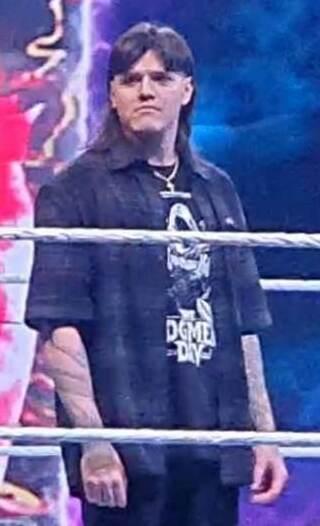
"Dirty" Dominik Mysterio
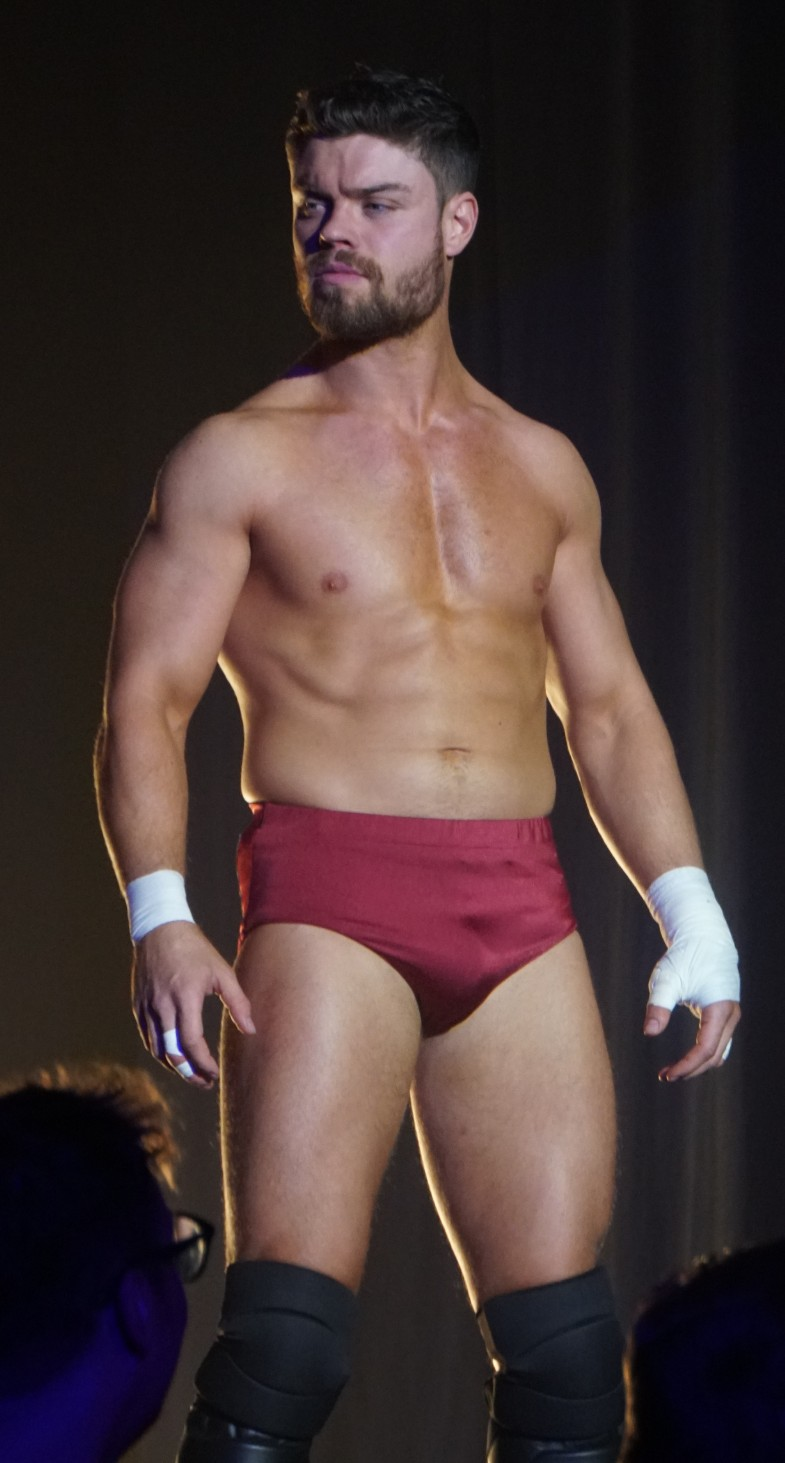
JD McDonagh
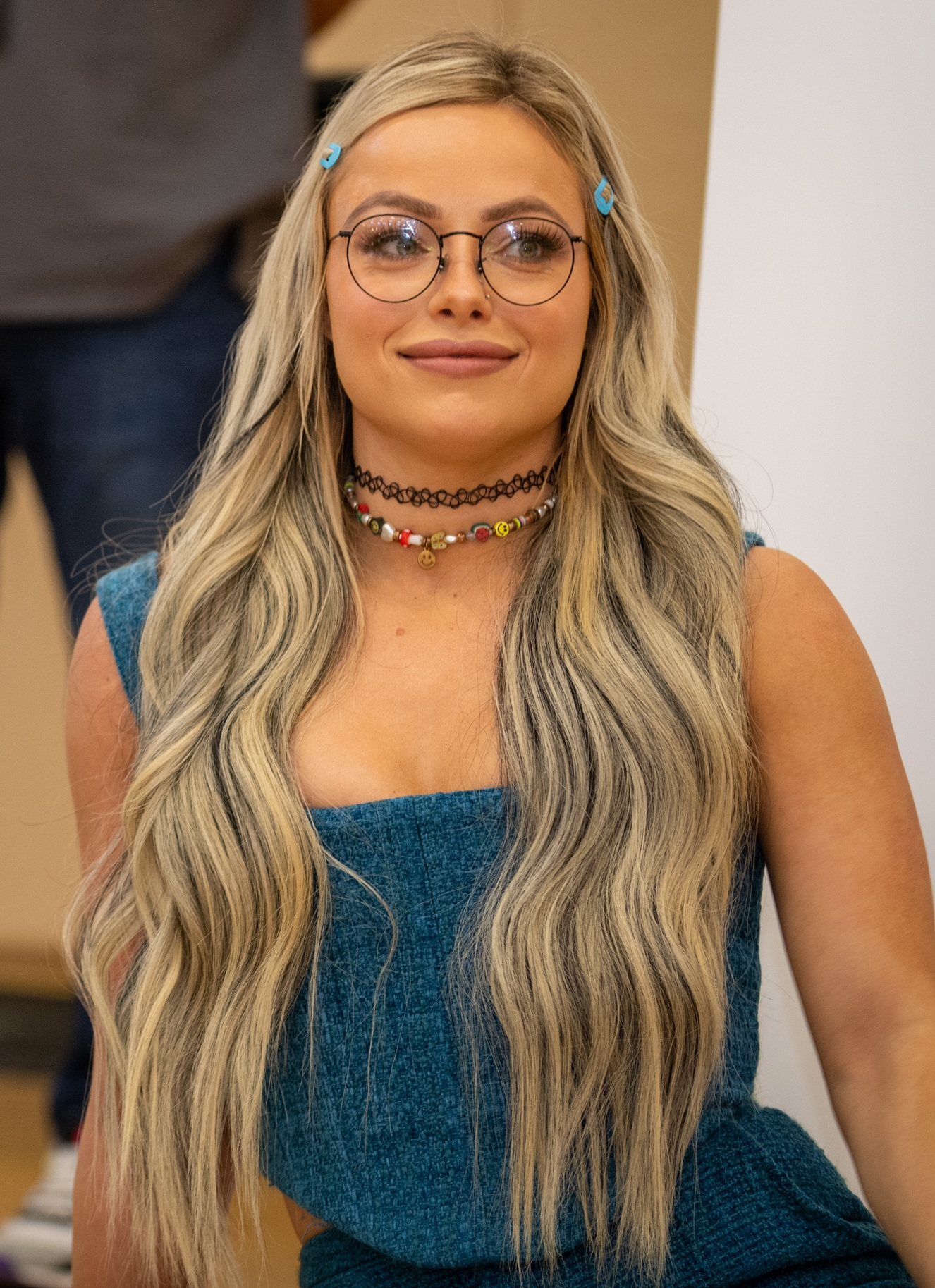
Liv Morgan
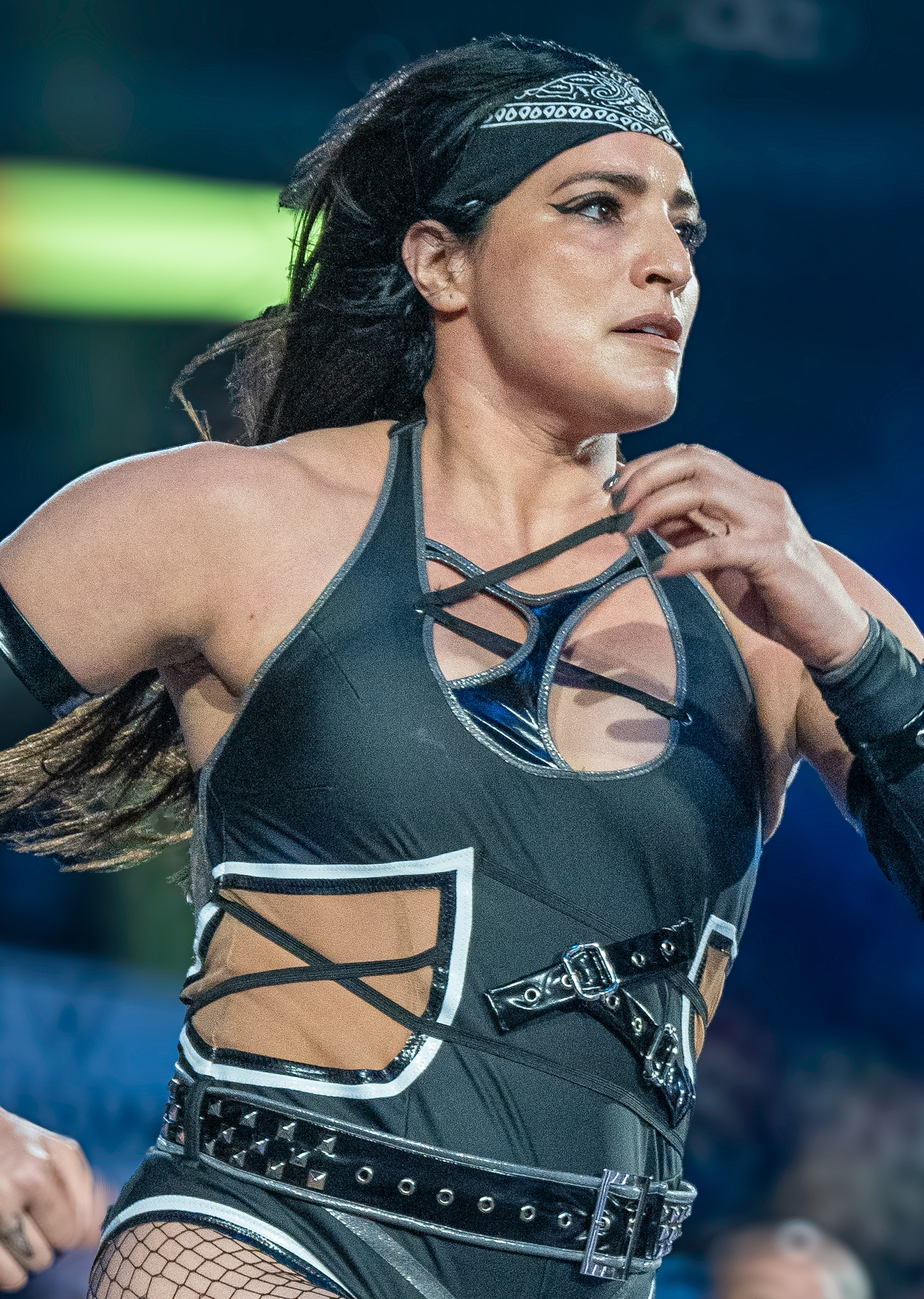
Raquel Rodriguez
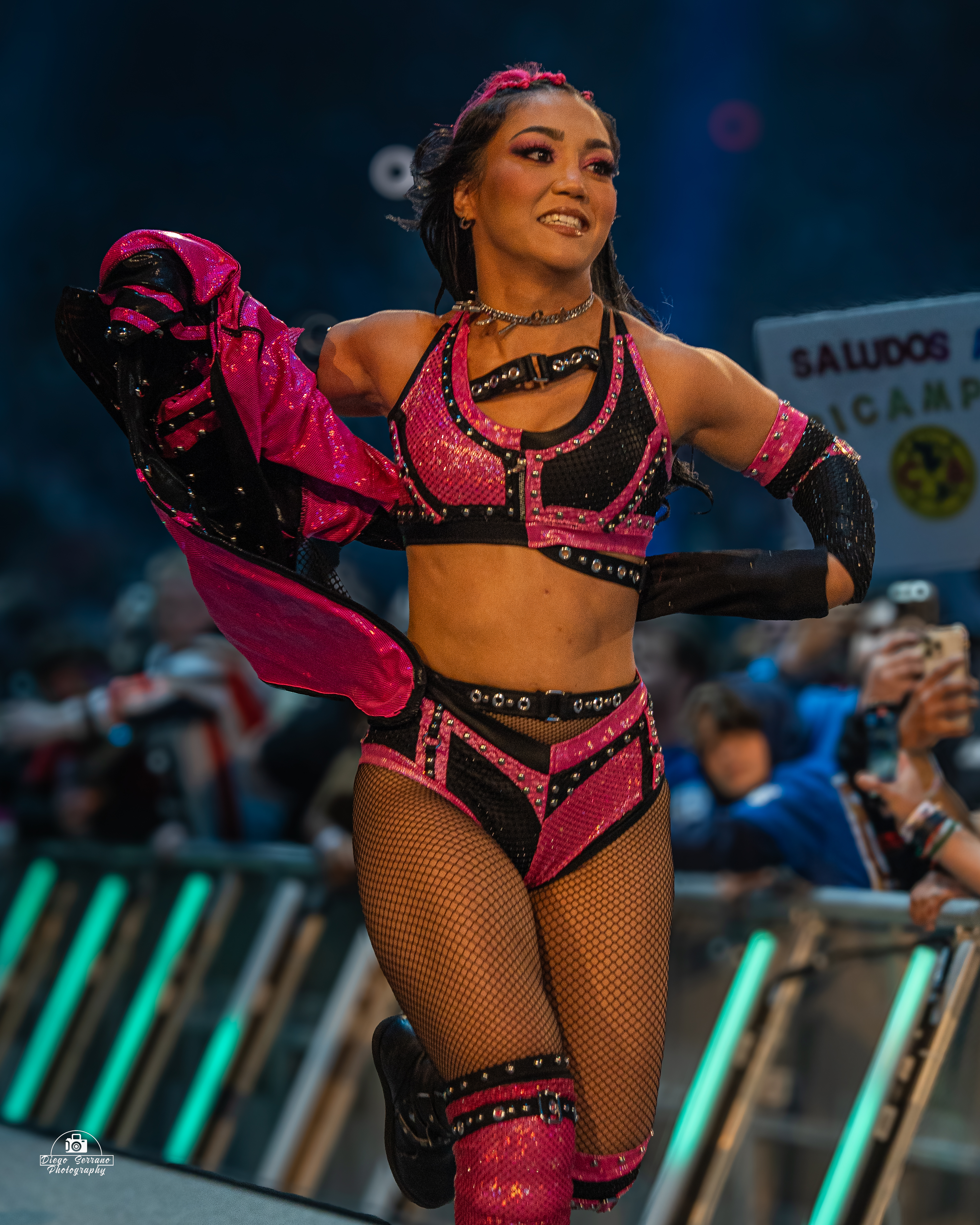
Roxanne Perez

| * | Membros fundadores |
| L | Líder              |

### Atuais
| Membros                  | Juntou-se             |
| ------------------------ | --------------------- |
| Finn Bálor               | 6 de junho de 2022    |
| "Dirty" Dominik Mysterio | 5 de setembro de 2022 |
| JD McDonagh              | 14 de agosto de 2023  |
| Liv Morgan               | 5 de agosto de 2024   |
| Raquel Rodriguez         | 5 de outubro de 2024  |
| Roxanne Perez            | 30 de junho de 2025   |

### Ex-membros
| Membro        | Juntou-se           | Saiu                |
| ------------- | ------------------- | ------------------- |
| Edge (L)      | 3 de abril 2022 *   | 6 de Junho 2022     |
| Damian Priest | 3 de abril de 2022  | 5 de agosto de 2024 |
| Rhea Ripley   | 8 de maio de 2022   | 5 de agosto de 2024 |
| Carlito       | 5 de agosto de 2024 | 14 de junho de 2025 |

## Campeonatos e conquistas
- ESPN

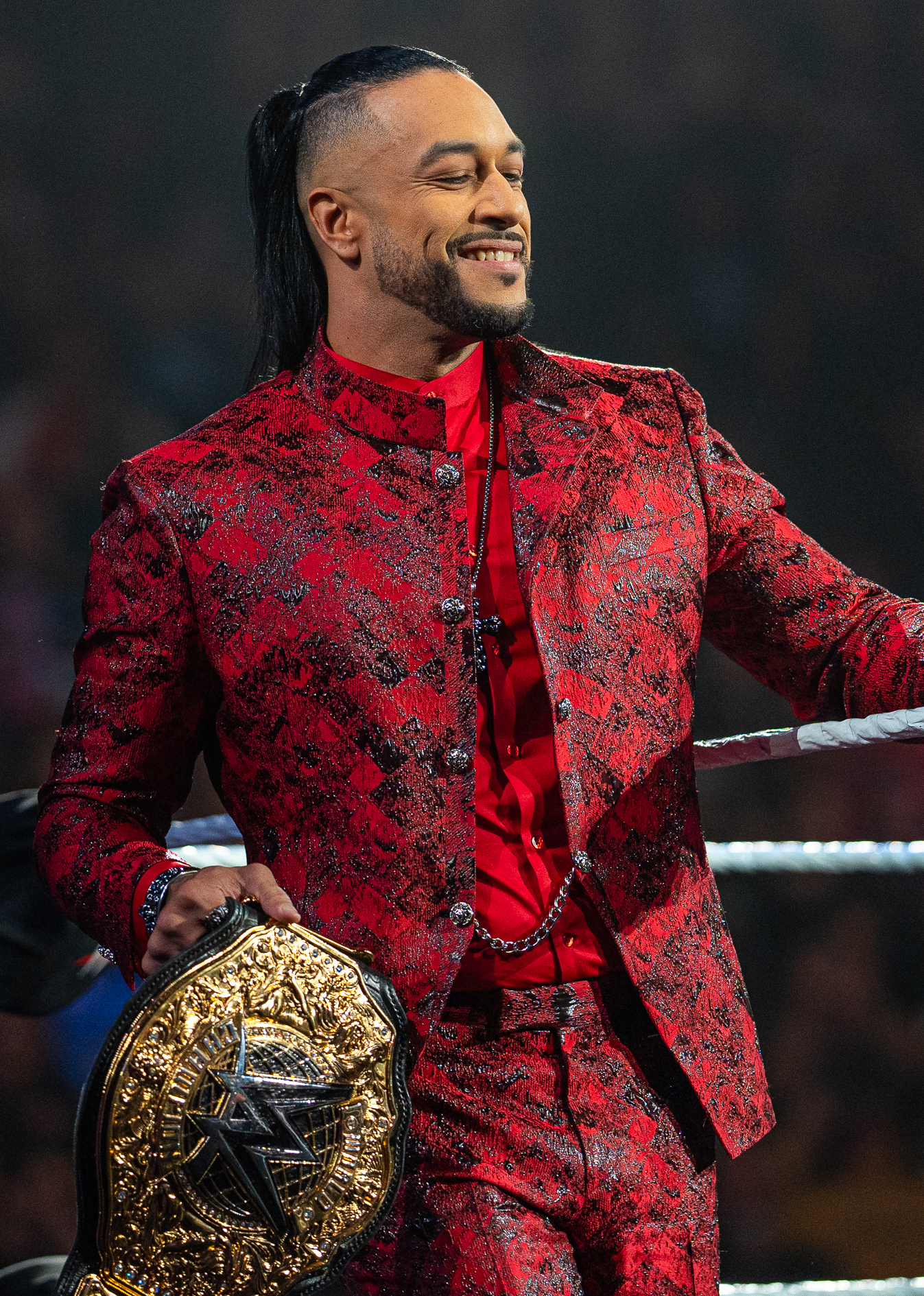
Como parte do The Judgment Day, Damian Priest conquistou o Campeonato Mundial de Pesos Pesados...

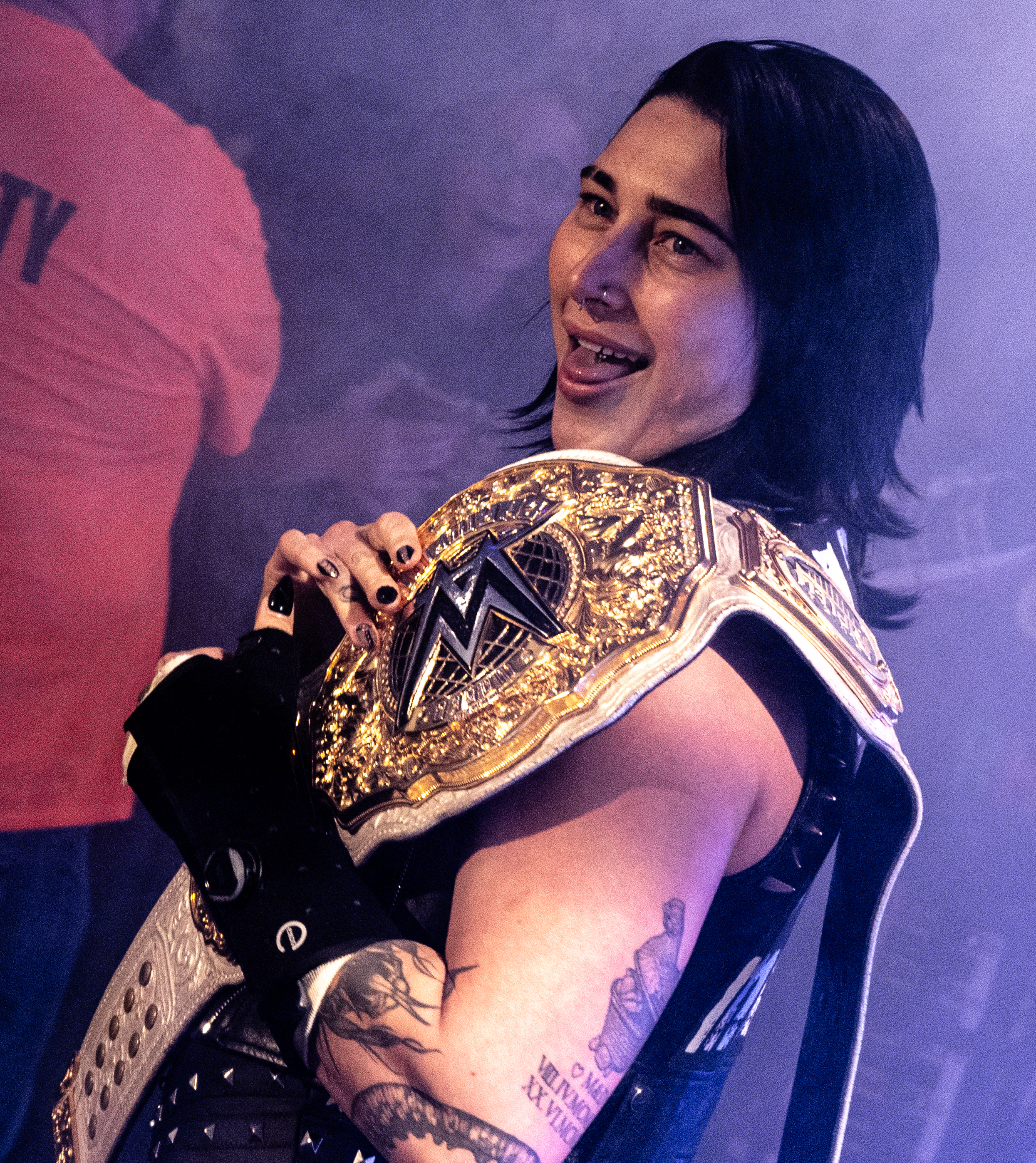
...e Rhea Ripley conquistou o Campeonato Mundial Feminino

  - Lutadora Feminina do Ano (2023) – Ripley[20]
- New York Post
  - Facção do Ano (2023)[21]
- Pro Wrestling Illustrated
  - Facção do Ano (2023)
  - Match of the Year (2023) Ripley vs. Charlotte Flair at WrestleMania 39
  - Lutador Mais Odiado do Ano (2023) – Mysterio
  - Mulher do Ano (2023) – Ripley
  - PWI colocou Ripley na #1ª posição das 250 melhores lutadoras individuais no PWI Women's 250 em 2023[22]
  - PWI colocou Bálor na #61ª posição dos 500 melhores lutadores individuais no PWI 500 em 2023[23]
  - PWI colocou Priest na #71ª posição dos 500 melhores lutadores individuais no PWI 500 em 2023[23]
  - PWI colocou Mysterio na #94ª posição dos 500 melhores lutadores individuais no PWI 500 em 2023[23]
- Wrestling Observer Newsletter
  - MVP Feminina do Wrestling (2023) – Ripley[24]
- WWE
  - Campeonato Mundial Feminino[b] (2 vezes) – Ripley (1), Morgan (1)[c][25]
  - Campeonato Mundial de Pesos Pesados (1 vez) – Priest
  - Campeonato Norte-Americano do NXT (2 vezes) – Mysterio[26]
  - Campeonato Mundial de Duplas[d] (4 vezes, atuais) – Bálor e Priest (2), Bálor e McDonagh (2, atuais)[27]
  - Campeonato de Duplas do SmackDown da WWE (2 vezes) – Bálor e Priest[28]
  - Campeonato de Duplas Femininas da WWE (3 vezes) – Morgan e Rodriguez (2), Perez e Rodriguez (1)[e]
  - Campeonato Feminino do Crown Jewel (1 vez, inaugural) – Morgan
  - Royal Rumble feminino (2023) – Ripley[30]
  - Money in the Bank masculino (2023) – Priest
  - Sétima campeã do Triple Crown feminino – Ripley
  - Quinta campeã do Grand Slam feminino – Ripley
  - 17º campeão Grand Slam (no formato atual; 24º no geral) – Bálor
  - Slammy Award (4 vezes)
    - Facção do Ano (2024)
    - Superestrela Feminina do Ano (2024) – Ripley
    - Luta do Ano (2024)  – Rhea Ripley vs. Charlotte Flair Campeonato Feminino do SmackDown da WWE na WrestleMania 39
    - Vilão do Ano (2024) – Mysterio